# VTOHL

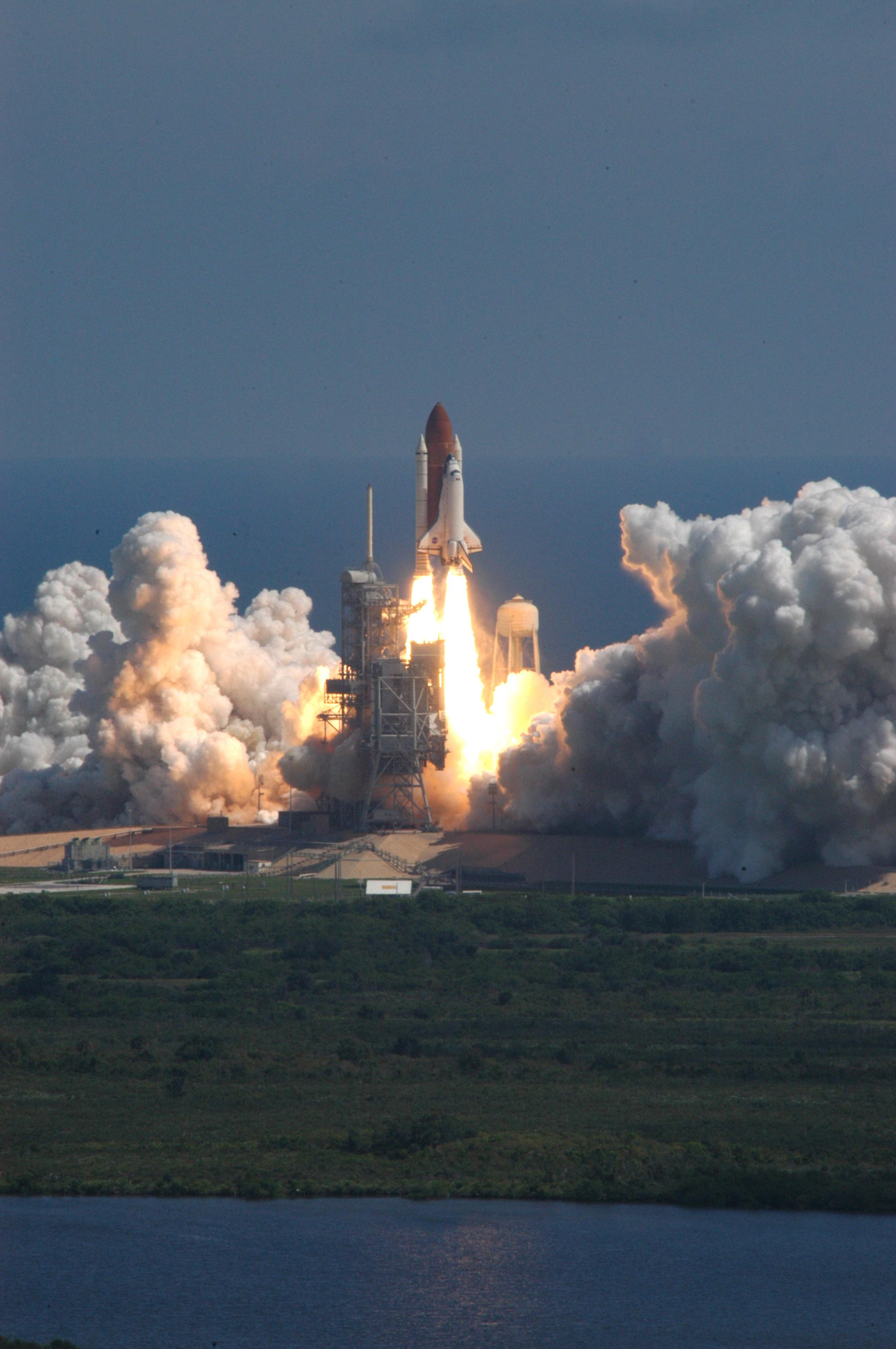
Transbordador espacial Atlantis estadounidense en pleno despegue vertical.

VTOHL (acrónimo en inglés de Vertical Take-Off and Horizontal Landing, «despegue vertical y aterrizaje horizontal») describe a un tipo de aeronaves que pueden despegar de manera vertical, pero a la hora de aterrizar, tienen que hacerlo de manera tradicional.
Mientras que muchos aviones con características VTOL (despegue y aterrizaje vertical) pueden funcionar en modo VTOHL, hay algunos que no pueden realizar un aterrizaje vertical, ya que tienen una estructura orientada a un despegue vertical debido a requerimientos técnicos, por lo que tienen que realizar un aterrizaje horizontal o convencional.
Ejemplos de aeronaves con capacidad VTOHL:
 Estados Unidos
- Transbordador espacial Enterprise
- Transbordador espacial Challenger
- Transbordador espacial Columbia
- Transbordador espacial Discovery
- Transbordador espacial Atlantis
- Transbordador espacial Endeavour

Europa
- Transbordador espacial Hermes

 Unión Soviética
- Transbordador espacial Buran
- Transbordador espacial Ptichka

 Rusia
- Transbordador espacial Kliper